# Даскио
Даскио, още Драчкуп или Драчко (на гръцки: Δάσκιο, катаревуса Δάσκιον, Даскион, до 1926 година Δράτσκο, Ντράτσκο, Драцко, Δράτσικο, Драцико, катаревуса Δράτσικον, Драцикон), е село в Република Гърция, област Централна Македония, дем Бер.

## География
Селото е разположено на 640 m надморска височина високо в западните склонове на планината Фламбуро (Пиерия), на 25 km южно от демовия център Бер (Верия), на десния бряг на Бистрица. Обработваемото землище от 2000 декара се напоява.2

## История

### В Османската империя
В края на XIX век селото е в Берска каза на Османската империя. Александър Синве („Les Grecs de l’Empire Ottoman. Etude Statistique et Ethnographique“) в 1878 година пише, че в Дратиска (Dratiska), Берска епархия, живеят 500 гърци. Според статистиката на Васил Кънчов („Македония. Етнография и статистика“) в 1900 година в Драчкупъ (Дирачко) живеят 330 гърци християни. По данни на секретаря на Българската екзархия Димитър Мишев („La Macédoine et sa Population Chrétienne“) в 1905 година в Драчкуп (Dratchkoup) има 330 гърци.
В 1910 година в Драцико (Δράτσικο) има 550 жители патриаршисти.
Спирос Лукатос посочва „език на жителите гръцки“.
При преброяването в 1912 година селото е отбелязано с език гръцки и религия християнска.
Жителите на селото притежават земята си още от османско време.

### В Гърция
През Балканската война в 1912 година в селото влизат гръцки части и след Междусъюзническата в 1913 година Драчко остава в Гърция. При преброяването от 1913 година в селото има 59 мъже и 48 жени. В 1926 година името на селото е сменено на Даскион.
Непосредствено преди Втората световна война част от жителите се изселват в Ново село (Архангелос), където са оземлени.
Жителите произвеждат традиционно пшеница, царевица и тютюн, като се занимават частично и със скотовъдство. Има емиграция към САЩ.
| Име     | Име      | Ново име | Ново име | Описание                                                            |
| ------- | -------- | -------- | -------- | ------------------------------------------------------------------- |
| Плолука | Πλωλουκά | Палукия  | Παλούκια | местност в Камбуница на ЮЗ от Даскио и на СИ от Полифито (Витивяни) |

| Година    | 1913 | 1920 | 1928 | 1940 | 1951 | 1961 | 1971 | 1981 | 1991 | 2001 | 2011 | 2021 |
| --------- | ---- | ---- | ---- | ---- | ---- | ---- | ---- | ---- | ---- | ---- | ---- | ---- |
| Население | 555  | 461  | 524  | 605  | 604  | 695  | 572  | 394  | 410  | 346  | 286  | 190  |